# Taryn Marler
Taryn Natalie Marler (ur. 1 września 1988 w Brisbane, Australia) – australijska aktorka, znana głównie z roli Rachel Samuels w serialu Na wysokiej fali, a także z roli Sophie Benjamin w trzecim sezonie serialu H2O – wystarczy kropla.

## Wybrana filmografia
- 2006: Na wysokiej fali – Rachel Samuels
- 2006: Car Pool – Chrissy Clapton (2006)
- 2007, 2009–2010: H2O – wystarczy kropla –
  - Młoda Julia (seria II),
  - Sophie Benjamin (seria III)